# 갈 가도트
갈 가도트(히브리어: גל גדות, 발음: [ˈɡal ɡaˈdot], 영어: Gal Gadot, 1985년 4월 10일 ~ )는 이스라엘의 모델 겸 배우다. 미국에서 활동하여 영어식 발음인 갤 가돗라고도 쓴다. 2004년 미스 이스라엘에서 우승하여 그 해 미스 유니버스 대회에 참가했다. 영화 《분노의 질주 시리즈》의 "지젤"(Gisele) 역, DC 확장 유니버스의 다이애나 프린스/원더우먼으로 유명하다.
2013년 이스라엘에서 2번째로 수익이 높은 모델로 선정됐다. 1위는 바르 라파엘리였다.

## 생애
1985년 4월 10일 중부 구의 페타티크바에서 태어났다. 원래 성은 "그린슈테인(히브리어: גרינשטיין, Greenstein)"이였으나, 부모가 성명을 순수 히브리어식으로 고치면서 지금처럼 바뀌었다. 히브리어로 성은 "강둑", "강기슭"을 뜻하고, 이름은 "파도"를 뜻한다. 아버지는 엔지니어, 어머니는 교사였다. 외조부는 홀로코스트 생존자다. 유대, 폴란드, 오스트리아, 독일, 체코계 혈통이다. 갤은 독실한 이스라엘 유대교 집안에서 자라, 유대인이자 이스라엘인으로서 정체성이 강하다고 밝혔다. 고등학교 때 생물학을 전공했으며, 큰 신장 덕분에 농구에도 소질이 있었다.

### 군 복무
20살부터 2년 간 이스라엘 방위군에서 복무했다. 전투 훈련 조교(Combat Trainer)가 되기 위해, 훈련소에서 3달 간 훈련을 받고 우수한 성적을 거뒀다. 군 복무 경력 때문에 트위터에서는 시온주의자라는 비난을 듣기도 했다.

## 경력
가도트는 원래 변호사가 되려고 했다. 그러다 18살 때 미스 이스라엘 2004 대회에 나가 우승했고, 이어서 에콰도르에서 열린 미스 유니버스 대회에 참가했다. 그 후 입대해 2년 간의 군 복무를 마쳤다.
제대한 후 로스쿨에서 법학을 공부했다. 1학년을 마칠 무렵, 캐스팅 디렉터가 가도트에게 영화 《007 퀀텀 오브 솔러스》 본드걸 역 오디션을 제의했다. 오디션에 떨어져 본드걸 역에는 올가 쿠릴렌코가 낙점됐지만, 대신 가도트는 영화 《분노의 질주: 더 오리지널》의 "지젤" 역에 캐스팅됐다.
2007년 맥심에서 이스라엘 여군들의 사진을 찍을 때 당시 21살인 가도트도 참여했는데, 가도트의 사진이 뉴욕 포스트 커버를 장식하게 되었다.

### 연기

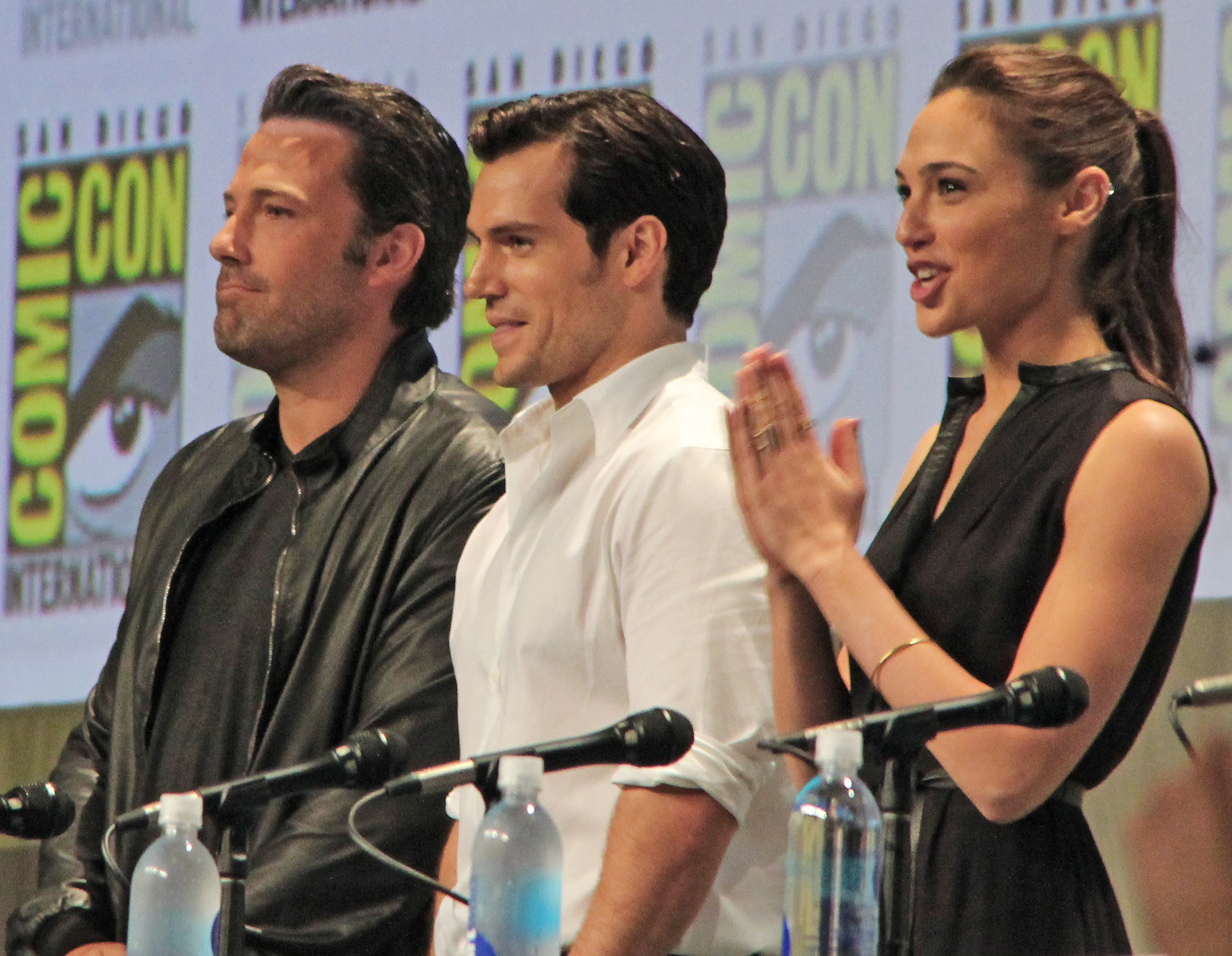
코믹콘에서 벤 에플렉, 헨리 카빌과 함께

2008년 이스라엘 드라마 《Bubot》의 주연을 맡고 2009년 《분노의 질주 시리즈》의 "지젤" 역을 맡았다. 분노의 질주 시리즈에서 모든 스턴트 액션을 직접 소화했다. 2010년 영화 《나잇 & 데이》(Knight and Day)에서 조연을 맡았다. 영화 《브로큰 데이트》에서는 마크 월버그가 맡은 역할의 여자친구인 "나타냐"를 연기했다.
영화 《배트맨 대 슈퍼맨: 저스티스의 시작》에서 원더우먼으로 출연했다. 2017년 개봉 영화 《원더우먼》과 《저스티스 리그》에서도 원더우먼을 연기했다. 가도트는 이 역할을 위해 검술, 쿵후, 킥복싱, 카포에라, 주짓수를 배웠다.
2016년, 존 힐코트 감독의 영화 《트리플 9》에서 "엘레나" 역을 맡았다. 같은 해, 영화 《크리미널》에서는 라이언 레이놀즈의 배역의 아내를 연기했다. 또 영화 《이웃집 스파이》에 아일라 피셔, 존 햄과 함께 출연했다.

### 모델
캡틴 모르간 럼주, 구찌 향수, 바인 베라(Vine Vera) 스킨케어, 재규어 자동차 광고에 출연했다. 현재 구찌의 뱀부(Bamboo) 향수, 화웨이 스마트폰과 이탈리아의 패션 브랜드 미스 식스티(Miss Sixty)의 얼굴이다. 코스모폴리탄, 글래머, FHM, 브라이드(Bride)지의 커버를 장식했다. 이스라엘 의류 회사 카스트로의 모델이기도 했다. 2013년, 연봉 2백 40만 셰켈(NIS) 이상을 벌었다고 추산되어 바르 라파엘리, 에스티 긴즈부르그, 실로미트 말카와 함께 고수익 이스라엘 모델로 거론되었다.

## 개인사
2008년 9월 28일 이스라엘의 부동산 개발업자 야론 바르사노(Yaron Varsano)와 결혼했다. 야론과 함께 슬하에 두 딸을 두고 있다. 첫째 딸은 2011년생, 둘째는 2017년생이다. 참고로 현재 영국에서 거주중이기도 하다.
2016년, 유엔은 원더우먼을 연기한 린다 카터와 가도트를 여권 증진 명예 대사로 위촉했다. 이후 가도트는 뉴욕에서 관련 연설을 하기도 했다. 2021년 6월 셋째딸을 출산하였다. 2024년 넷째딸을 출산하였다.

## 출연작 목록

### 영화
| 연도 | 제목                              | 원제                               | 배역                       | 비고           |
| ---- | --------------------------------- | ---------------------------------- | -------------------------- | -------------- |
| 2009 | 분노의 질주: 더 오리지널          | Fast & Furious                     | 지젤 야샤                  |                |
| 2010 | 브로큰 데이트                     | Date Night                         | 나타냐                     |                |
| 2010 | 나잇 & 데이                       | Knight and Day                     | 나오미                     |                |
| 2011 | 분노의 질주: 언리미티드           | Fast Five                          | 지젤 야샤                  |                |
| 2013 | 분노의 질주: 더 맥시멈            | Fast & Furious 6                   | 지젤 야샤                  |                |
| 2014 |                                   | שושנה חלוץ מרכזי                   | 미리트 벤 하루시           | 이스라엘 영화  |
| 2015 | 분노의 질주: 더 세븐              | Furious 7                          | 지젤 야샤                  | 삭제 장면 등장 |
| 2016 | 배트맨 대 슈퍼맨: 저스티스의 시작 | Batman v Superman: Dawn of Justice | 다이애나 프린스 / 원더우먼 |                |
| 2016 | 크리미널                          | Criminal                           | 질 포프                    |                |
| 2016 | 이웃집 스파이                     | Keeping Up with the Joneses        | 내털리 존스                |                |
| 2016 | 트리플9                           | Triple 9                           | 엘레나 블라슬로프          |                |
| 2017 | 원더우먼                          | Wonder Woman                       | 다이애나 프린스 / 원더우먼 |                |
| 2017 | 저스티스 리그                     | Justice League                     | 다이애나 프린스 / 원더우먼 |                |
| 2018 | 주먹왕 랄프 2                     | Ralph Breaks the Internet          | 섕크 (목소리)              |                |
| 2020 | 원더우먼 1984                     | Wonder Woman 1984                  | 다이애나 프린스 / 원더우먼 |                |
| 2021 | 잭 스나이더의 저스티스 리그       | Zack Snyder's Justice League       | 다이애나 프린스 / 원더우먼 |                |
| 2021 | 레드 노티스                       | Red Notice                         | 세라 블랙                  |                |
| 2022 | 나일강의 죽음                     | Death on the Nile                  | 리넷 리지웨이 도일         |                |
| 2023 | 분노의 질주: 라이드 오어 다이     | Fast X                             | 지젤 아샤                  |                |
| 2023 | 하트 오브 스톤                    | Heart of Stone                     | 레이첼 스톤                |                |
| 2023 | 플래시                            | The Flash                          | 다이아나 프린스 / 원더우먼 |                |
| 2025 | 백설공주                          | Snow White                         | 왕비                       |                |
| 미정 | 단테의 손                         | In the Hand of Dante               | 줄리에타 / 젬마            |                |
| 미정 | 클레오파트라                      | Cleopatra                          | 클레오파트라               |                |

### 텔레비전 드라마
| 연도 | 제목          | 원제                    | 배역     | 비고                            |
| ---- | ------------- | ----------------------- | -------- | ------------------------------- |
| 2009 | 뷰티풀 라이프 | The Beautiful Life: TBL | 올리비아 | 에피소드 3회분 출연             |
| 2009 | 안투라지      | Entourage               | 리사     | "Amongst Friends" 에피소드 출연 |
| 2011 | 아스푸르      | עספור                   | 키카     | 이스라엘 드라마                 |